# Friedrich Adolf Brack
Friedrich Adolf Brack (* 14. Juni 1827 in Schmalkalden; † 22. November 1893 ebenda) war Bürgermeister in Schmalkalden und Abgeordneter des Provinziallandtages der preußischen Provinz Hessen-Nassau.

## Leben
Friedrich Adolf Brack wurde als Sohn des Rittmeisters Johann Conrad Brack und dessen Gemahlin Marie-Friederike Heisen geboren. Er schlug die Soldatenlaufbahn ein, war zuletzt Major a. D. und betätigte sich politisch. In seinem Heimatort wurde er im April 1883 Bürgermeister und Abgeordneter des Kurhessischen Kommunallandtages des Regierungsbezirks Kassel. In diesem Gremium, das ihn zum Abgeordneten des Provinziallandtages der Provinz Hessen-Nassau wählte, war er bis 1892 tätig. Er war Vertreter des Landkreises Schmalkalden und in verschiedenen Ausschüssen eingesetzt.